# Parafia św. Stanisława i św. Wojciecha w Porębach Dymarskich
Parafia św. Stanisława i św. Wojciecha w Porębach Dymarskich – parafia rzymskokatolicka znajdująca się w diecezji rzeszowskiej w dekanacie Kolbuszowa Wschód.